# Phytomyza kumaonensis
Phytomyza kumaonensis är en tvåvingeart som beskrevs av Singh och Ipe 1968. Phytomyza kumaonensis ingår i släktet Phytomyza och familjen minerarflugor. Inga underarter finns listade i Catalogue of Life.